# Phomopsis acmella
Phomopsis acmella är en svampart som först beskrevs av Miles Joseph Berkeley, och fick sitt nu gällande namn av Petr. & Syd. 1924. Phomopsis acmella ingår i släktet Phomopsis och familjen Diaporthaceae.   Inga underarter finns listade i Catalogue of Life.